# George Lansbury
Pour les articles homonymes, voir Lansbury.
George Lansbury, né le 22 février 1859 à Halesworth (Suffolk) et mort le 7 mai 1940 à Londres, est un homme politique britannique membre du Parti travailliste.

## Biographie
Proche des radicaux au début de sa carrière politique, il s'oriente vers le socialisme en adhérant à la Social Democratic Federation puis en rejoignant le Parti travailliste indépendant en 1903. Il fait sa première campagne électorale pour le parlement en 1906 en défendant le droit de vote des femmes, en lien avec l'Union sociale et politique des femmes. S'il n´est pas élu alors, il entre au parlement en 1910 pour Bow and Bromley (nord-est de Londres).
Il participe à la fondation du Daily Herald en 1912. Il l'utilise pour défendre le pacifisme pendant la Première Guerre mondiale.
En 1914, il adhère à la société théosophique, par « admiration pour Annie Besant ». Il prend la tête de la section britannique de la All-India Home Rule League créée par cette dernière qui luttait pour le Home Rule en Inde.
Il est réélu au parlement de 1922 à sa mort en 1940. Il est membre du gouvernement MacDonald de 1929 à 1931. Il n'entre pas dans le National Government mis en place en 1931 pour résoudre la crise. Alors doyen du parti travailliste, il en prend la direction. Il milite toutes les années 1930 pour le pacifisme, le désarmement et contre le fascisme.